# Пумипон Адунјадет
Рама IX или Пумипон Адунјадет (Кембриџ, 5. децембар 1927 — Бангкок, 13. октобар 2016) био је краљ Тајланда од 9. јуна 1946. до 13. октобра 2016. године.
Био је монарх са најдужим стажом владања. Нећак је Праџадипока (Рама VII) и млађи брат Ананда Махидола (Рама VIII).

## Крунисање и титула
Краљ Рама IX је крунисан 5. маја 1950. у Великој палати у Банкоку. Његово пуно име гласи:
тај. 
/Phra Bat Somdet Phra Paraminthra Maha Bhumibol Adulyadej Mahitalathibet Ramathibodi Chakkrinaruebodin Sayamminthrathirat Borommanatthabophit/
(изговор пуног именаⓘ)
Истога дана, његова супруга Сирикит је крунисана за краљицу. Дан крунисања је национални празник на Тајланду.
Иако је краљ на западу познат као Рама IX, ово име не користе Тајланђани. Оно је у ствари скраћеница од „Ратшакан Ти Као” (รัชกาลที่ ๙, „девети период владања”). Тајланђани свога краља најчешће зову „наи луанг” или „фра чао ју хуа” (ในหลวง, พระเจ้าอยู่หัว, обе речи значе краљ). Краљ се потписује са „Bhumibol Adulyadej r.” (ภูมิพลอดุลยเดช ป.ร.), где је r. скраћеница од латинског rex — краљ.
Због лошег здравственог стања од септембра 2009. до 1. августа 2013. био је у болници.
Преминуо је 13. октобра 2016 у 88-ој години после дуге и тешке болести.